# Nedre Eiker
Gmina Nedre Eiker (norw. Nedre Eiker kommune) – norweska gmina leżąca w regionie Buskerud. Jej siedzibą jest miasto Mjøndalen.
Nedre Eiker jest 373. norweską gminą pod względem powierzchni.

## Demografia
Według danych z roku 2005 gminę zamieszkuje 21 522 osób. Gęstość zaludnienia wynosi 179,66 os./km². Pod względem zaludnienia Nedre Eiker zajmuje 42. miejsce wśród norweskich gmin.
| ludność stan na 1 stycznia 2005 |         |           |        |
|                                 | kobiety | mężczyźni | razem  |
| osób                            | 10 599  | 10 923    | 21 522 |
| %                               | 49,25%  | 50,75%    | 100%   |

| wykształcenie stan na 1 października 2004 |        |         |        |        |
|                                           | podst. | średnie | wyższe | niezn. |
| osób                                      | 4083   | 9580    | 2658   | 468    |
| %                                         | 24,32% | 57,06%  | 15,83% | 2,79%  |

## Edukacja
Według danych z 1 października 2004:
- liczba szkół podstawowych (norw. grunnskolar): 11
- liczba uczniów szkół podst.: 3085

## Władze gminy
Według danych na rok 2011 administratorem gminy (norw. rådmann) jest Bengt A. Nystrøm, natomiast burmistrzem (norw. ordfører, d. borgermester) jest Elly Therese Thoresen.